# Batavski ustanak
Batavski ustanak ili Batavska pobuna je započela godine 69. kao pokušaj germanskog plemena Batavci i keltskih plemena u provinciji Donja Germanija kako bi se koristeći metež nastao smrću cara Nerona oslobodili rimske vlasti. Trajao je jednu godinu. Ustanici na čelu s Gajem Julijem Civilisom su na početku imali velike uspjehe pa se se ustanak proširio do Galije i Gornje Germanije. Ali već je sljedeće godine nakon što je u Rimu novi car Vespazijan preuzeo vlast protiv ustanika poslana vojska Kvintom Petilijem Cerijalisom. Ona ih je uspjela poraziti i natjerati na predaju.